# Pohtola
Pohtola est  quartier de la ville de Tampere en Finlande.

## Présentation
Ses quartiers voisins sont Ryydynpohja, Lintulampi, Niemi et Lentävänniemi.
L'école la plus proche est l'école de Lielahti à Lintulampi.
L'artère principale de Pohtola ville est Pohtolankatu, qui mène de Lielahti à Siivikkala dans la commune d' Ylöjärvi.
La rue traverse le detroit de Pohtosalmi en empruntant le pont Pohtosilta.